# Pont des Viviers de Châlons-en-Champagne
Le Pont des Viviers est situé à Châlons-en-Champagne, il passe au-dessus du Mau.
Pont en pierre datant de 1612, il a succédé à un ancien pont en bois. Les pêcheurs y plaçaient leurs viviers dans le canal du Mau. Ses deux trompes inversées permettent de détourner le cours de la rivière. Alors que les berges étaient en escaliers, la réfection des quais en pierres avait déplacé les viviers et la pêche en amont vers le pont de des Cordeliers.

## Le pont en images

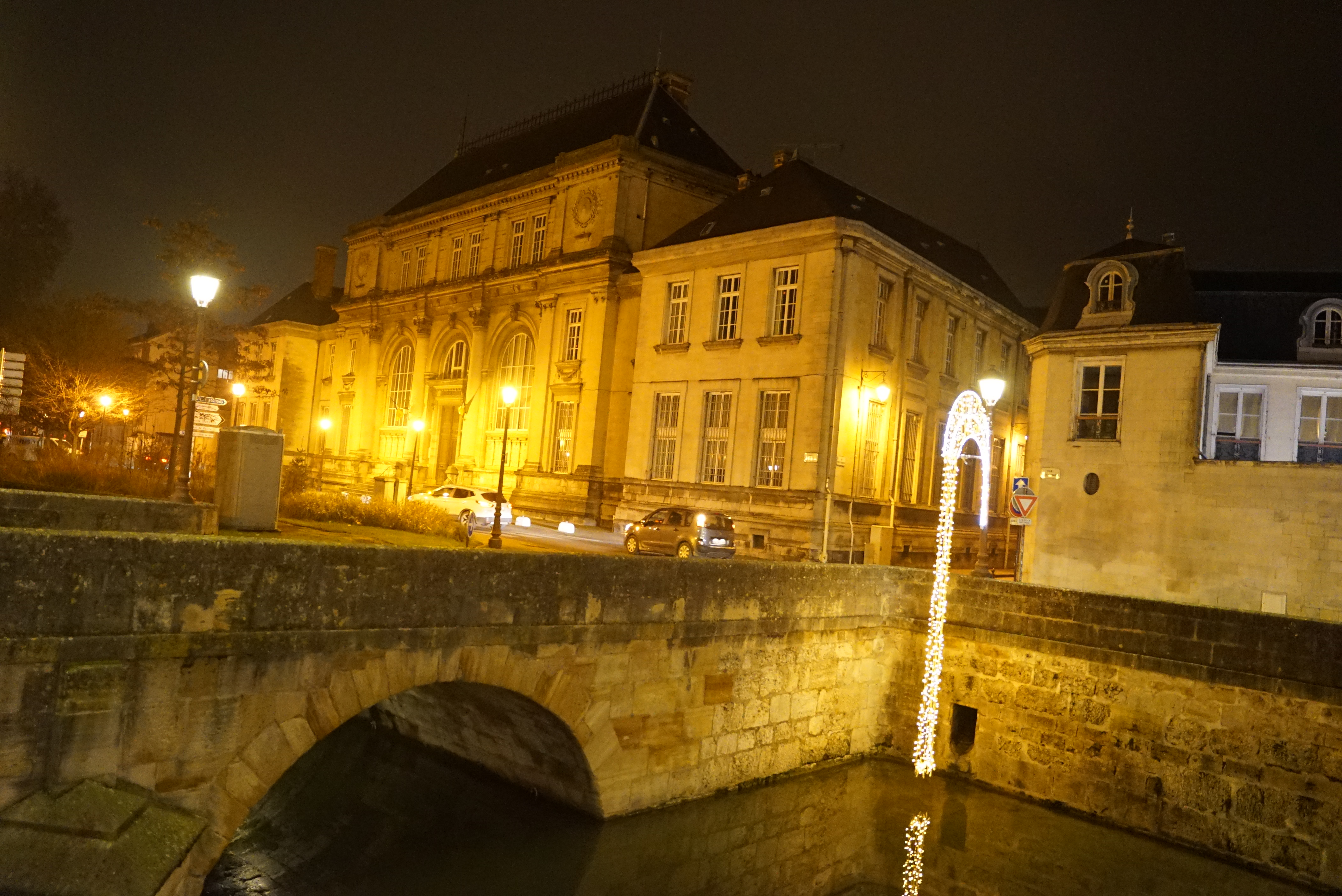
façade du palais de Justice sur le Mau,
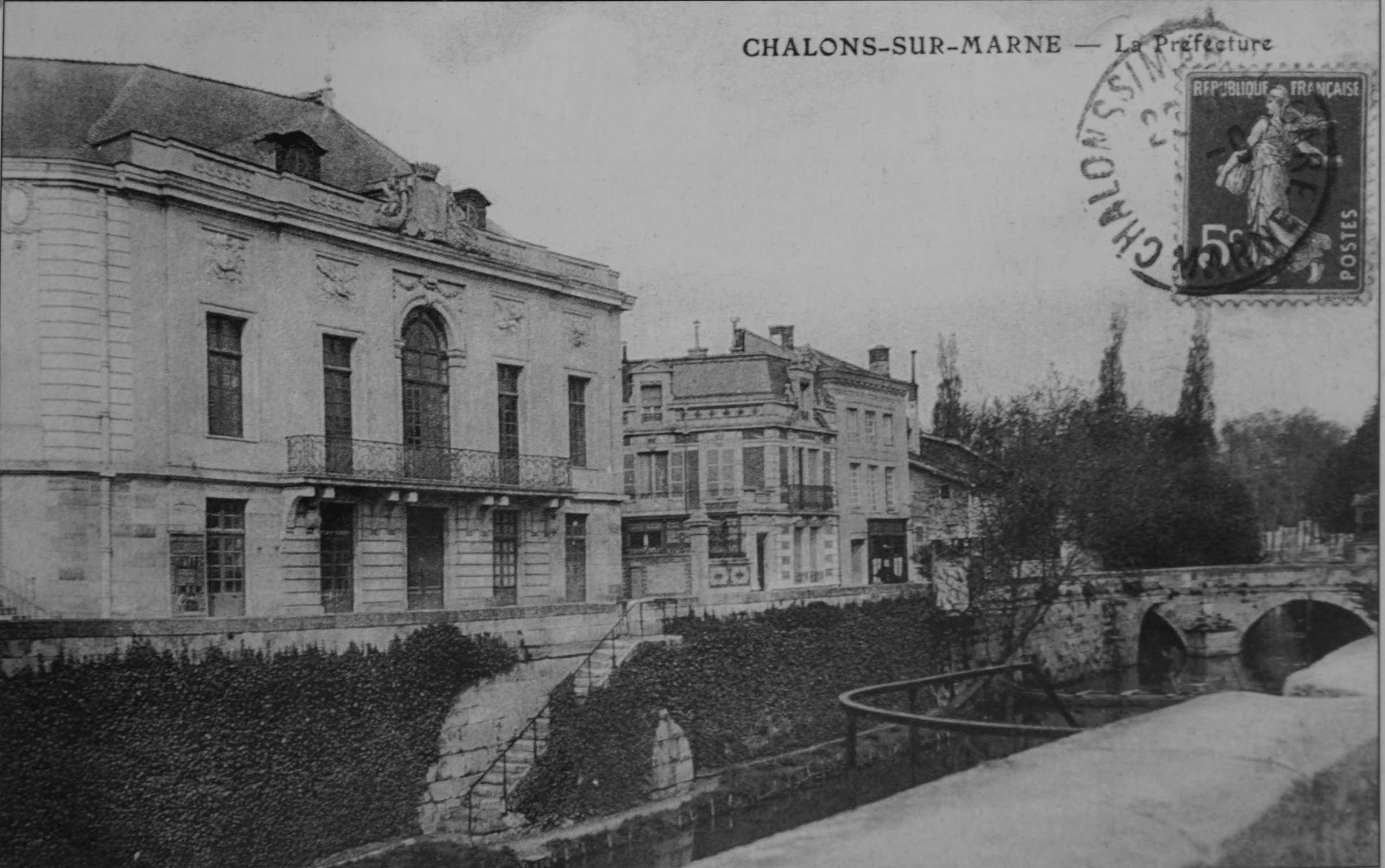
Le pont devant le théâtre qui est détruit.
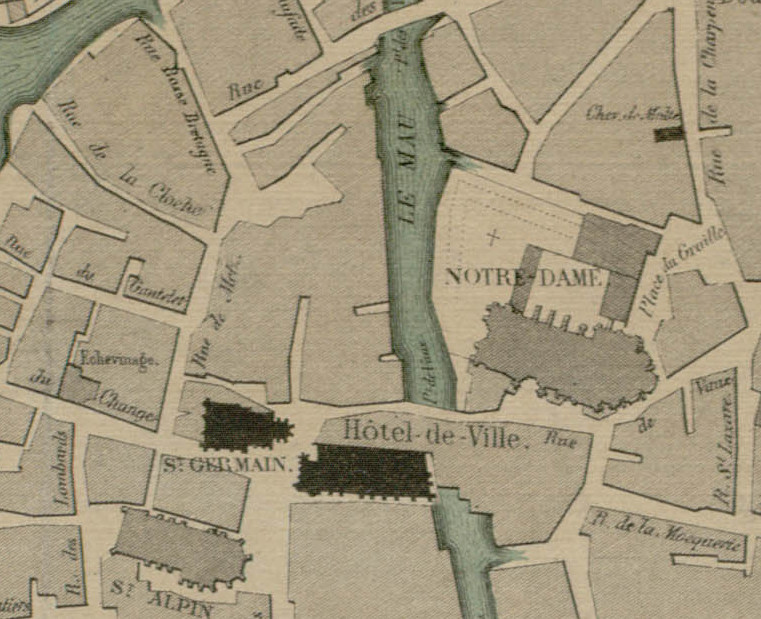
Sur un plan de 1755, bibliothèque de Chalons.